# Gau de Coblença-Trèveris
El Gau de Coblença-Trèveris (Gau Koblenz-Trier), anomenat Gau Moselland a partir de 1942, va ser una divisió administrativa de l'Alemanya nazi de 1933 a 1945 a la província prussiana del Rin. Abans d'això, de 1925 a 1933, era la subdivisió regional del partit nazi en aquesta zona.
El sistema nazi de Gau (en plural Gaue) va ser establert originalment en una conferència del partit, el 22 de maig de 1926, per tal de millorar l'administració de l'estructura del partit. A partir de 1933, després de la presa de poder nazi, els Gaue va reemplaçar cada vegada més als estats alemanys com a subdivisions administratives a Alemanya.
Al capdavant de cada Gau es va situar un Gauleiter, una posició cada vegada més poderosa, especialment després de l'esclat de la Segona Guerra Mundial, amb poca interferència des de dalt. El Gauleiter local sovint ocupava càrrecs governamentals i de partit, i s'encarregava, entre altres coses, de la propaganda i la vigilància i, a partir de setembre de 1944, el Volkssturm i la defensa de la Gau.
La Gau es va crear al 1931 amb la divisió del Gau de Renània. Al 1940 es va ampliar després de l'ocupació de Luxemburg i al 1942 es va reanomenar Gau Moselland.
LaLa posició de Gauleiter a Coblença-Trèveris va ser ocupada per Gustav Simon al llarg de la història del Gau. Simon, impopular, fins i tot, entre molts membres del Partit Nazi, per la seva arrogància i el seu nepotisme, va intentar suprimir brutalment tota resistència a la germanització de Luxemburg. Va escapar i es va amagar al final de la guerra, però va ser arrestat per l'exèrcit britànic al desembre de 1945 i va ser trobat penjat a la seva cel·la.

## Gauleiter
- 1931-1945: Gustav Simon